# Хайрутдинов, Мингас Хайрутдинович
Мингас Хайрутдинович Хайрутдинов (1905 — 1970) — старшина Рабоче-крестьянской Красной Армии, участник Великой Отечественной войны, Герой Советского Союза (1945).

## Биография
Родился 15 августа 1905 года в селе Новоякупово (ныне — Абдулинский район Оренбургской области). До войны работал сначала в собственном хозяйстве, затем в колхозе, был избран его председателем.
В феврале 1943 года был призван на службу в Рабоче-крестьянскую Красную Армию. С мая того же года — на фронтах Великой Отечественной войны.
К августу 1944 года сержант М. Хайрутдинов командовал орудием 2-го дивизиона 597-го артиллерийского полка 159-й стрелковой дивизии 45-го стрелкового корпуса 5-й армии 3-го Белорусского фронта. Участвовал в сражениях на территории Литовской ССР. 7-16 августа 1944 года расчёт Хайрутдинова, находясь в боевых порядках пехоты, уничтожил 3 танка, 15 огневых точек и большое количество солдат и офицеров противника.
Указом Президиума Верховного Совета СССР от 24 марта 1945 года за «образцовое выполнение боевых заданий командования на фронте борьбы с немецкими захватчиками и проявленные при этом отвагу и геройство» сержант Мингас Хайрутдинов был удостоен высокого звания Героя Советского Союза с вручением ордена Ленина и медали «Золотая Звезда».
Участвовал в боях советско-японской войны. После её окончания в звании старшины был демобилизован. Проживал и работал на родине. Скончался 4 февраля 1970 года.
Был также награждён орденами Отечественной войны 2-й степени и Красной Звезды, рядом медалей.